# Kohlhepp-Schanze
Die Kohlhepp-Schanze war eine Skisprungschanze der Kategorie K 58 in der baden-württembergischen Stadt Furtwangen.

## Geschichte
In Furtwangen wurde seit 1908 auf einem Schneehügel am Friedhofsberg Skispringen betrieben. Die erste Skisprungschanze wurde in den Jahren 1925 und 1926 am Engelsgrund in Furtwangen erbaut. Der SC Furtwangen erbaute nach dem Zweiten Weltkrieg an einer anderen Stelle eine 55-Meter-Schanze. Der norwegische Olympiasieger Dahl Eilert sprang 1953 auf dieser Schanze die weiteste jemals gesprungene Weite von 58 m. Das Gebiet um die Schanze wurde 1960 zum Baugebiet erklärt und die Schanze musste aufgegeben werden. Ab 1972 wurde dann die Kohlhepp-Schanze gebaut und am 2. Februar 1976 eingeweiht. Die Schanze wurde nach der Mattenbelegung im Jahr 1985 vor allem von Nachwuchsspringern genutzt. Die letzte Modernisierung erfolgte im Jahr 2001. Im März 2006 wurde der Anlaufturm durch eine zu große Schneebelastung beschädigt und musste schließlich ganz abgerissen werden. Dadurch endete die fast hundertjährige Schanzentradition der Stadt Furtwangen.